# Ciuboțica ursului

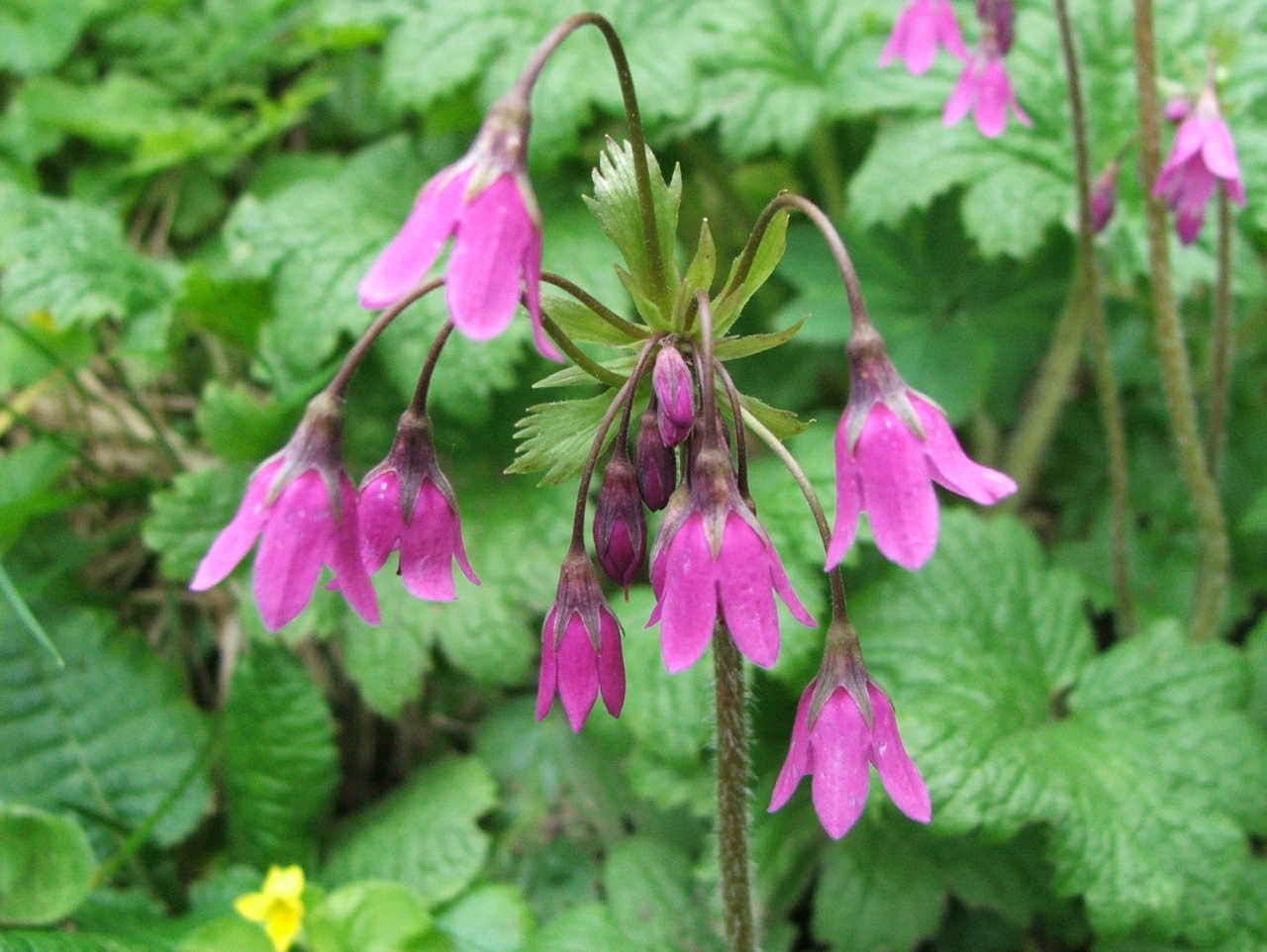

Ciuboțica ursului (Cortusa matthioli, Alpine bells) este o plantă din familia Primulaceae.

## Descriere
Are tulpina de 100–300 mm, cu peri zbârliți. Frunzele sunt mari și rotunde, cu o adâncitură la bază, cu codițe lungi.
Floriile sunt roșii purpurii, grupate la vârful tulpinii în mănunchi.
Ciuboțica ursului înflorește în iunie și în august.

## Răspândire
În România se găsește în munții Carpați de nord-est, est și sud și în munții Apuseni prin locuri umbroase, stânci umede.